# Ardagh (ort i Irland, Munster)
Ardagh (iriska: Ardach) är en ort i republiken Irland. Den ligger i grevskapet County Limerick och provinsen Munster, i den sydvästra delen av landet. Ardagh ligger 80 meter över havet och antalet invånare är 288.
Terrängen runt Ardagh är huvudsakligen platt, men åt sydväst är den kuperad. Trakten runt Ardagh består i huvudsak av jordbruksmark.